# Юніон-Спрингс (Алабама)
Юніон-Спрингс (англ. Union Springs) — місто (англ. city) в США, в окрузі Буллок штату Алабама. Населення — 3358 осіб (2020).

## Географія

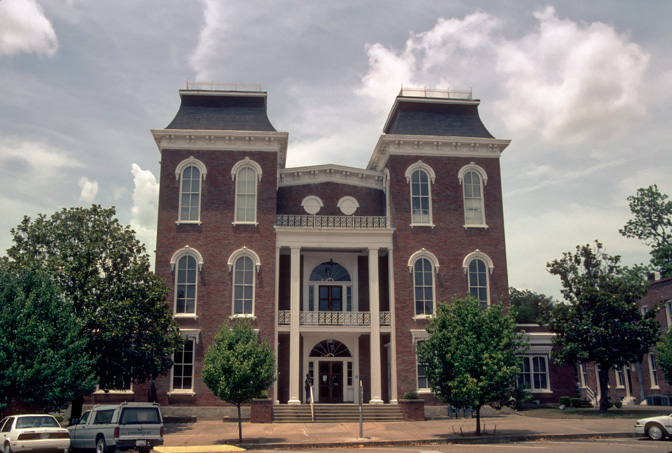
Окружний суд Буллока

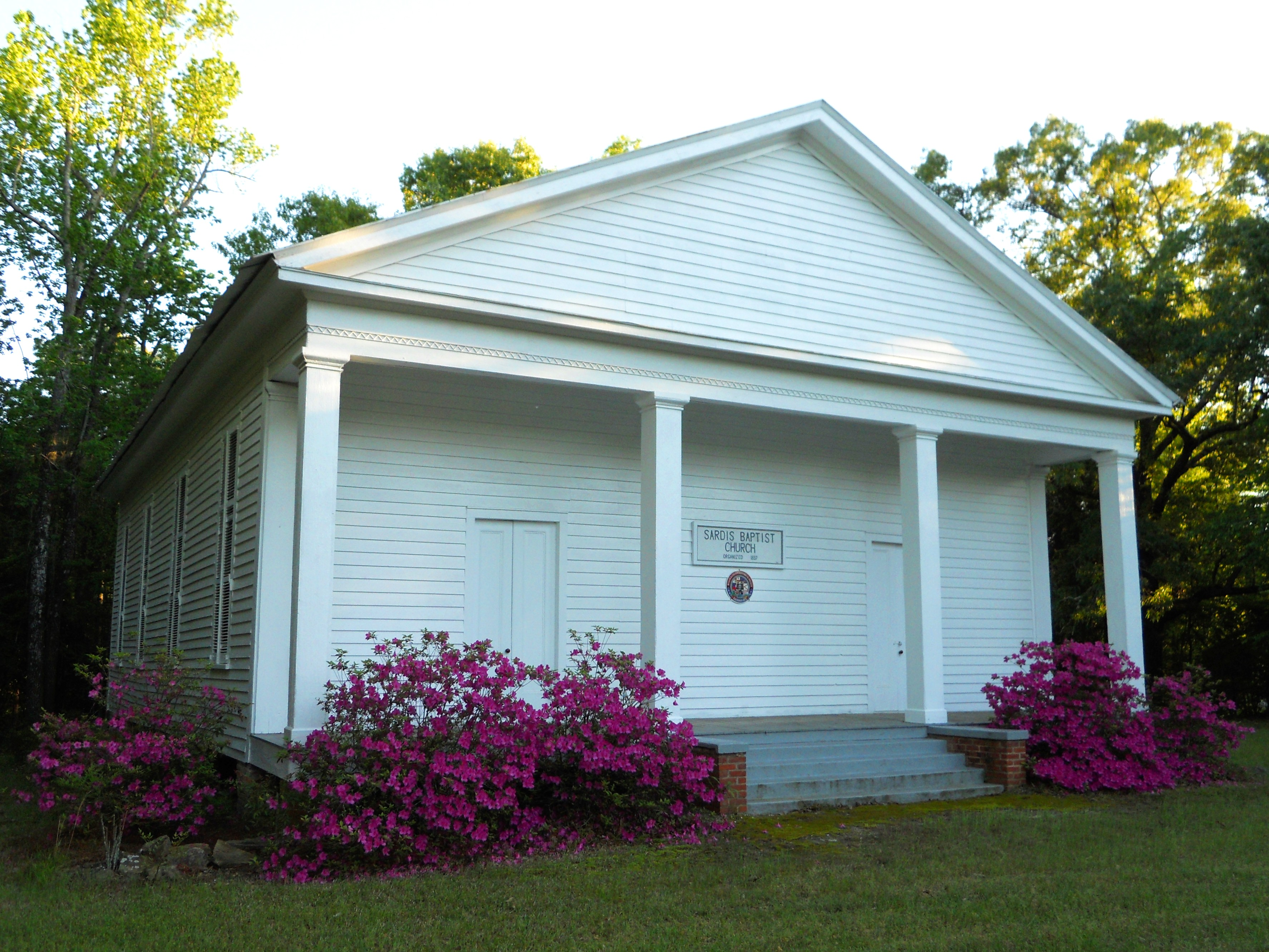
Баптистська церква

Юніон-Спрингс розташований за координатами 32°8′24″ пн. ш. 85°42′53″ зх. д. / 32.14000° пн. ш. 85.71472° зх. д. (32.139892, -85.714625).  За даними Бюро перепису населення США в 2010 році місто мало площу 17,33 км², з яких 17,17 км² — суходіл та 0,16 км² — водойми.

## Громадські заклади
В Юніон-Спрингс працює лікарня, публічна бібліотека, дві середні школи, дві початкові школи, парк. У 2002 відкрився театр на 160 місць.

## Економіка
В Юніон-Спрінґс працюють підприємства з переробки м'яса птиці та іншої сільськогосподарської продукції, деревообробна промисловість.

## Історія
Перш ніж з початком 1800-х років почали з'являтися переселенці з Джорджії та Південної і Північної Каролін, на цих землях мешкали індіанці народності кріки.

## Демографія

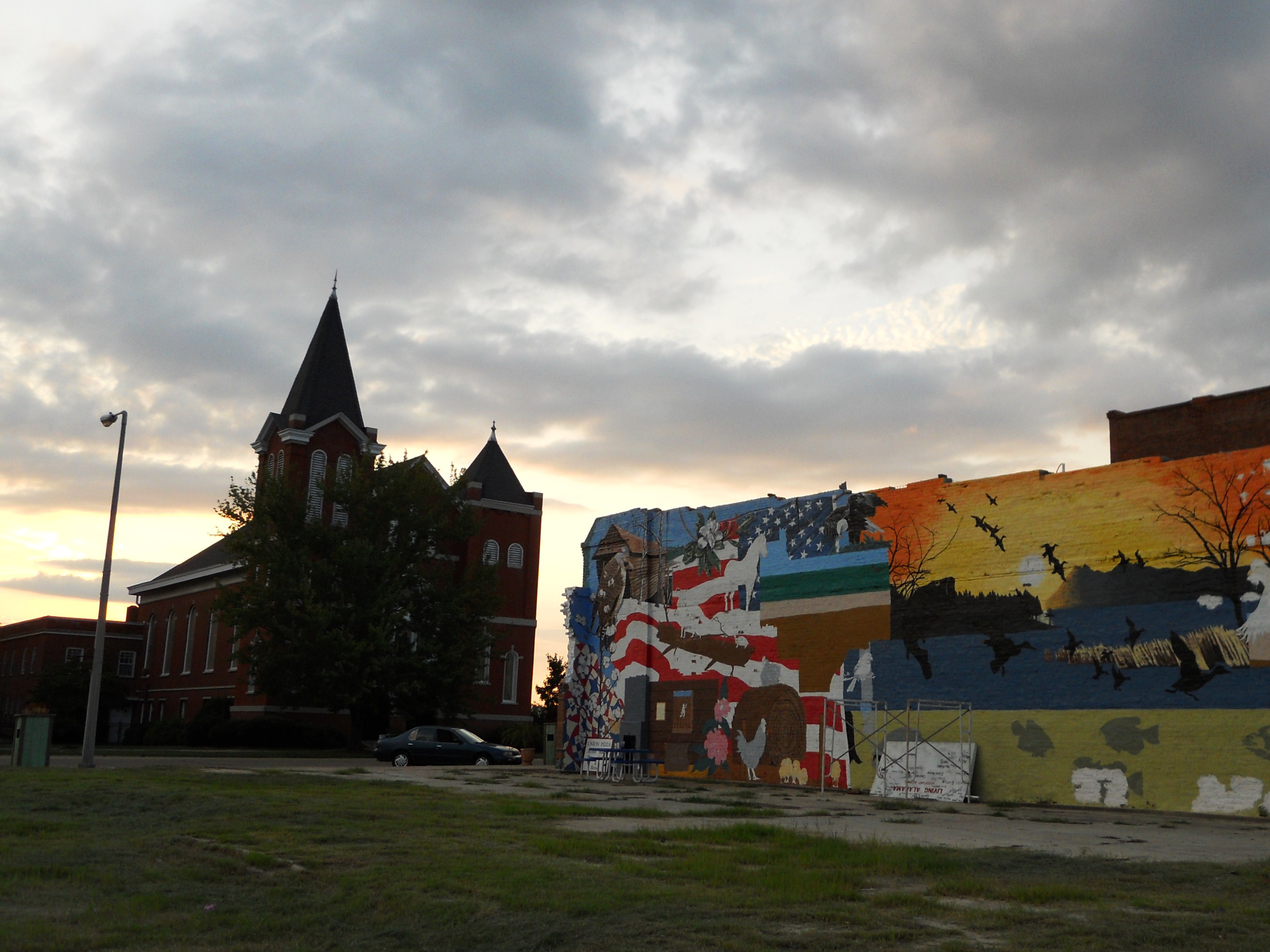

Згідно з переписом 2010 року, у місті мешкало 3980 осіб у 1461 домогосподарстві у складі 915 родин. Густота населення становила 230 осіб/км².  Було 1664 помешкання (96/км²).
Расовий склад населення:
| - 71,8 % — чорних або афроамериканців - 12,9 % — білих - 1,1 % — вихідців з тихоокеанських островів - 0,4 % — азіатів - 0,2 % — корінних американців - 12,8 % — осіб інших рас |

До двох чи більше рас належало 0,8 %. Частка іспаномовних становила 17,0 % від усіх жителів.
За віковим діапазоном населення розподілялося таким чином: 29,5 % — особи молодші 18 років, 56,8 % — особи у віці 18—64 років, 13,7 % — особи у віці 65 років та старші. Медіана віку мешканця становила 30,5 року. На 100 осіб жіночої статі у місті припадало 85,9 чоловіків;  на 100 жінок у віці від 18 років та старших — 80,1 чоловіків також старших 18 років.
Середній дохід на одне домашнє господарство  становив 38 769 доларів США (медіана — 30 032), а середній дохід на одну сім'ю — 45 340 доларів (медіана — 38 162). Медіана доходів становила 30 288 доларів для чоловіків та 19 972 долари для жінок. За межею бідності перебувало 26,8 % осіб, у тому числі 34,8 % дітей у віці до 18 років та 22,0 % осіб у віці 65 років та старших.
Цивільне працевлаштоване населення становило 1613 особи. Основні галузі зайнятості: виробництво — 27,0 %, роздрібна торгівля — 16,3 %, будівництво — 13,6 %.